# Floyd Mayweather Jr. x Manny Pacquiao
Floyd Mayweather Jr. x Manny Pacquiao, ou simplesmente Mayweather x Pacquiao, também chamada de Luta do Século foi uma superluta de boxe entre o multicampeão de boxe em cinco categorias e invicto a 47 lutas Floyd Mayweather Jr. contra o maior multicampeão de boxe (oito categorias) Manny Pacquiao, e que unificou os cinturões da categoria meio-médio. O embate aconteceu no dia 02 de maio de 2015, no principal palco do boxe internacional: o MGM Grand, de Las Vegas.
Mayweather saiu-se vitorioso. Apesar do combate ter sido bastante equilibrado, os juízes viram superioridade do americano em decisão polêmica, dando a ele vitória por decisão unânime por 118x110, 116x112 e 116x112.
Segundo o jornalista do Yahoo Sports, Kevin Iole, Pacquiao entrou no ringue com uma contusão. Kevin Iole informou que Pacquiao sofreu uma lesão no ombro direito três, quatro semanas antes da luta. O boxeador tinha levado anti-inflamatórios que foram aprovados pela Agência Anti-Doping dos Estados Unidos durante o período de treinamentos.

## Background
| “ | "Essa luta foi proposta em 2009, então teve mais de cinco anos de expectativa para ela acontecer e isso ajuda a criar essa movimentação em torno dela. Tem o fato do Mayweather estar invicto. Existe uma tendência de querer ver um cara que nunca perdeu, perder. Que nem o Tyson, quando estava no auge, todo mundo começou a prestar atenção pra ver alguém ganhar dele." | ” |

Mayweather x Pacquiao começou a ser fortemente demandada em 2009. Na ocasião, Floyd retornou de uma breve aposentadoria e derrotar Juan Manuel Márquez. Dois meses depois de Floyd bater Juan Manuel, Manny subiu para a mesma divisão dos meios-médios e derrotou Miguel Cotto. Quando este cenário se deu, o público achou que o único adversário para Mayweather era Pacquiao – e vice-versa.
Em novembro de 2009, Pacquiao chegou a fazer uma proposta formal de luta para o rival. Assim, no dia 5 de dezembro de 2009, o canal ESPN chegou a anunciar o duelo entre Pacquiao e Mayweather para o dia 13 de março de 2010, mas o filipino negou ter assinado qualquer contrato. Essa notícia da ESPN ganhou o "prêmio" de evento do ano da revista Ring Magazine. O combate foi por água abaixo após Mayweather insinuar que o filipino fazia uso de substâncias proibidas para melhorar seu desempenho e exigir dele testes antidoping mais rígidos.
Além disso, houve um período de baixa na carreira de Pacquiao, com as derrotas para Timothy Bradley, em 2012, por pontos, e para Juan Manuel Marquez por nocaute.
Em 2014, no entanto, o possível duelo voltou à tona e no dia 20 de fevereiro de 2015, o confronto foi confirmado.

### Ficha-Técnica dos Lutadores
| Floyd "Money" Mayweather | Dado Comparativo                    | Manny "Pac-Man" Pacquiao |
| --- | ----------------------------------- | --- |
| 47v–0d-0e (26 KO) | Cartel                              | 57v–5d–2e (38 KO) |
| 38 anos | Idade                               | 36 anos |
| 5 ft 8 in (1.73 m) | Altura                              | 5 ft 6.5 in (1.69 m) |
| 1.83 m | Alcance (Longitude do Braço)        | 1.70 m |
| 147 lb (67 kg) | Peso                                | 147 lb (67 kg) |
| Posição ortodoxa | Estilo (Base)                       | Southpaw |
| Espetacular Defesivamente | Ponto Forte                         | Luta Franca |
| No. 1 Peso por peso (ESPN) | Ranking                             | No. 2 Peso por peso (ESPN) |
| Títulos da Associação Mundial de Boxe, Conselho Mundial de Boxe Campeão em 5 categorias diferentes Lutador do ano (1998 e 2007) pela revista Ring Venceu o ESPY Awards (dado pela ESPN ao melhor lutador do ano) em 2007, 2008, 2010, 2012 e 2013 | Curriculo                           | Titulos da Organização Mundial de Boxe Campeão em 8 categorias diferentes (recorde histórico do Boxe) Lutador da década de 2000 pela Associação de Escritores de Boxe da América (BWAA) |
| US$ 32 Milhões (2a Luta Contra Marcos Maidana) | Bolsa da Última Luta                | US$ 23 Milhões (Contra Chris Algieri) |
| US$ 75 Milhões (Contra Saúl Álvarez) | Maior Bolsa                         | US$ 30 Milhões (3a Luta Contra Juan Manuel Márquez) |
| US$ 860 Milhões | Receita de Pay-Per-View na Carreira | US$ 755 Milhões |

- Fonte:GloboEsporte.com[4]

## Críticas e Controvérsias Pré-Luta
Logo após a "encarada" dos lutadores, Mike Tyson criticou a dupla e afirmou que falta o “instinto assassino” em ambos, algo que ele sempre manteve quando subia nos ringues, pois eles se respeitaram muito e nem trocaram farpas ou prometeram acabar um com o outro. Por isso, segundo ele, os dois estão pensando mais no dinheiro e no show do que propriamente em quererem uma luta sangrenta.

### Resultado Arranjado?
Em março de 2015, o ex-campeão dos peso-pesados Evander Holyfield afirmou que ele acreditava que havia uma conspiração por trás deste duelo e que a vitória será de Pacquiao, pois o esporte funciona como uma indústria, que gira em torno do dinheiro e da publicidade. Para ele, caso a luta chegue à decisão, a vitória será dada ao filipino, justamente com a intenção de quebrar a invencibilidade de Mayweather.

## Números e Estatísticas

### Bolsas e Premiação
Estima-se que as bolsas pagas aos lutadores fiquem, juntas, na casa dos US$ 250 milhões. Para se ter uma ideia, o time campeão da Libertadores 2015 recebeu US$ 15 milhões.
Além disso, o vencedor levará para casa um cinturão de esmeraldas, com valor estimado de US$ 1 milhão.
O cinturão foi escolhido após votação popular no site do Conselho Mundial de Boxe. Desenhado especialmente para o combate, ele será coberto por várias esmeraldas. Além das pedras preciosas, o cinturão leva também uma foto de Mayweather, uma de Pacquiao e de outra lenda do boxe, Muhammad Ali, fora o rosto de Mauricio Sulaiman, presidente do Conselho. A outra opção era semelhante, mas cravado em ônix.
| “ | "Esta exótica obra prima foi criada especialmente para este combate único, que já está enfeitando as páginas da história do boxe.” | ” |

### Ingressos
Apenas 1.000 ingressos foram colocados à venda para o público, e se esgotaram em dois minutos, com preços variando entre 1.500 e 7.500 dólares. Os outros 15.500 lugares foram divididos entre convidados de ambos os pugilistas e patrocinadores.
O único ingresso grátis do evento foi dado a lutadora de MMA Ronda Rousey. Bob Arum, idealizador da luta, afirmou que é um grande fã de Ronda e que quer lhe mostrar seu apoio oferecendo esse tão desejado ingresso.

### Bilheteria
Números astronômicos fazem parte deste duelo. A expectativa dos promotores é de gerar uma renda com bilheteria de US$ 74 milhões (R$ 230,88 milhões), ou seja, US$ 14 milhões (R$ 43,68 milhões) a mais do que rendeu o Super Bowl XLIX, que gerou US$ 60 milhões (R$ 187,2 milhões) em bilheteria. Em comparação com o UFC, o embate mais esperado do ano (José Aldo x Conor McGregor, no UFC 189), no mesmo palco, renderá US$ 7 milhões de bilheteria.

### Receitas
- Receita com Pay-Per-View - US$ 185 Milhões.[21]
- Receita com Bilheteria - US$ 72.198.500.[22]
- Receita com Patrocínios - US$ 5,6 Milhões.[21]

### Recordes
- Luta Mais cara da História do Boxe - renda estimada em US$ 250 milhões, ou pouco mais de R$ 707 milhões.[23]
- Valor do pay-per-view - custará no mínimo US$ 89,95 (R$ 283,00), e US$ 99,95 (R$ 314,00) opção em HD, nos EUA. Até então a luta de boxe com o valor de pay per view mais alto havia sido o da luta entre Floyd Mayweather vs Canelo Alvarez, que custou US$ 64,95 (transmissão comum) e US$ 74,95 (HD) aos bolsos americanos.[24]
- Maior Valor Pago a um árbitro na história do Boxe - Kenny Bayles recebeu EUR$ 23 mil[25]

## O Evento
↑Nota 1 Pela unificação dos títulos da Associação Mundial de Boxe (AMB) (peso: médio-ligeiro), Conselho Mundial de Boxe (CMB) (peso: meio-médio) e Organização Mundial de Boxe (OMB) (peso: meio-médio), além da The Ring - Pesos-meio-médios (66,7kg). 
↑Nota 2 Pelo título da Organização Mundial de Boxe (OMB) - Pesos Penas (57,2kg). 
↑Nota 3 Pelo título vago da Federação Internacional de Boxe (FIBA) supermédios (76,2kg). 

### A Luta

#### Estatísticas
| Floyd "Money" Mayweather                    | Dado Comparativo                                   | Manny "Pac-Man" Pacquiao                               |
| ------------------------------------------- | -------------------------------------------------- | ------------------------------------------------------ |
| 435 vezes                                   | Golpes Totais Desferidos                           | 429                                                    |
| 34% (148 conexões)                          | Aproveitamento de Ataque                           | 19% (81 conexões)                                      |
| 267 (67 conectados = 25% de aproveitamento) | Jabs Desferidos                                    | 193 vezes assim (18 conectados = 9% de aproveitamento) |
| 168 (81 conectados = 48%)                   | Golpes Contundentes - Cruzados, Diretos, Uppercuts | 236 (63 conectados = 27%)                              |

- Fonte:ESPN[27]